# Ainehi Edoro
Ainehi Edoro-Glines, född i Akure i Nigeria, är en nigeriansk författare och professor vid University of Wisconsin-Madison i Wisconsin, USA. Vid universitetet är hon assisterande professor i engelska samt undervisar och forskar i politisk ideologi, afrikansk litteratur samt litteratur i sociala medier. Hon har tidigare varit assisterande professor i litteratur vid Marquette University i Milwaukee.
Edoro skriver också essäer och debattartiklar i ämnet afrikansk litteratur för flera tidningar och tidskrifter, däribland The Guardian och Africa is a Country. Edoro är även grundare och huvudredaktör av litteraturmagasinet Brittle Paper.
Hon har en kandidatexamen från Morgan State University, en magisterexamen från Kansas University och hon doktorerade i engelska vid Duke University. Edoro arbetar med en kommande bok med titeln Forest Imaginaries: How African Novels Think. Hon är bosatt i Chicago.